# Li Zhanshu

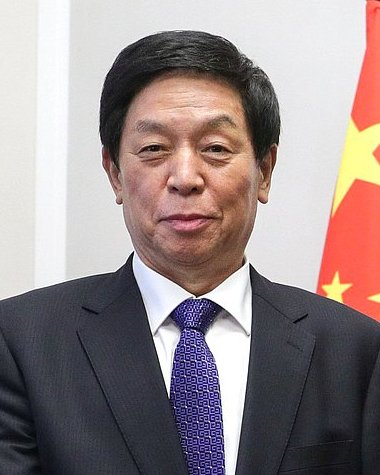
Li Zhanshu, 2022

Li Zhanshu (chinesisch 栗战书; * 30. August 1950 im Kreis Pingshan, Stadt Shijiazhuang, Provinz Hebei) ist ein Politiker in der Volksrepublik China.

## Politische Laufbahn
1975 trat Li der Kommunistischen Partei Chinas bei. Den Großteil seiner Karriere verbrachte er in der Parteiführung auf Bezirks- und Provinzebene von Hebei. Dort war er zuletzt von 1993 bis 1998 Mitglied des ständigen Ausschusses des Provinzkomitees der KPCh. Im selben Zeitraum war er auch Abgeordneter des Nationalen Volkskongresses.
1998 wechselte er in derselben Funktion in die Provinz Shaanxi. Dort wurde er von 2002 bis 2004 Parteisekretär und Vorsitzender des Volkskongresses der Stadt Xi’an.
Nach einem Wechsel in die Provinz Heilongjiang war er dort ab 2003 bis 2010 stellvertretender Parteisekretär der Provinz und ab 2004 bis 2007 zunächst stellvertretender Gouverneur sowie von 2008 bis 2010 Gouverneur.
Ab August 2010 bis Juli 2012 war Li Parteisekretär der Provinz Guizhou. In diesem Amt folgte ihm Zhao Kezhi nach.
Im September 2012 wurde er anstelle von Ling Jihua zum Leiter des Allgemeinen Büros des Zentralkomitees der KPCh ernannt.
Im Rahmen des 18. Parteitages wurde er im November 2012 zum Mitglied des Politbüros und Mitglied des Zentralsekretariats gewählt. Er war seit 2002 Kandidat und ist seit 2012 Mitglied des Zentralkomitees der KPCh.
Am 17. März 2018 wurde er als Nachfolger von Zhang Dejiang zum Vorsitzenden des Ständigen Ausschusses des Nationalen Volkskongresses ernannt. In dieser Funktion wurde er am 10. März 2023 von Zhao Leji abgelöst.